# Spoorlijn Empel-Rees - Münster
De spoorlijn Empel-Rees - Münster ook wel Baumbergebahn genoemd is een gedeeltelijk opgebroken Duitse spoorlijn tussen Empel en Münster en als spoorlijn 2265 onder beheer van DB Netze.

## Geschiedenis
De spoorlijn werd tussen 1900 en 1907 aangelegd door de Preußische Staatseisenbahnen. Het traject Empel-Rees - Isselburg-Anholt werd door de aanleg van Bundesautobahn 3 (Oberhausen - Arnhem) doorkruist en opgeheven. Op het traject Isselburg-Anholt - Bocholt werd daarna nog nauwelijks gereden: het minimum van één personentrein per dag. In 1974 werd lijn van Isselburg tot Coesfeld stilgelegd voor personenvervoer en in 1975 volgde ook sluiting voor goederenvervoer.
Het trace Isselburg - Coesfeld is tussen 1982 en 1984 grotendeels opgebroken. Enkele delen, zoals de sectie Rhedebrügge - Bocholt bleven nog liggen, maar zijn in de jaren 90 alsnog opgebroken. Het baanvak tussen Bocholt en Mussum is nu in gebruik als museumspoorlijn.
Ter gelegenheid van 10 jaar treindiensten tussen Enschede en Münster werd op 24 en 25 september 2011 en ook tussen Münster en Coesfeld een Plandampf door de ZVM georganiseerd. Hierbij werd een aantal museumtreinen in de normale treindienst ingezet.,

## Huidige toestand
Terwijl de meeste lijnen in deze regio werden stilgelegd, bleef de lijn tussen Coesfeld en Münster wel in gebruik. Daar wordt een geregelde uurdienst gereden onder de naam Baumbergebahn.

## Treindiensten
De Deutsche Bahn verzorgt het personenvervoer op dit traject met RB treinen.
| Serie | Treinsoort                        | Route                                                         | Bijzonderheden |
| ----- | --------------------------------- | ------------------------------------------------------------- | -------------- |
| RB 63 | Regionalbahn (DB Regio Westfalen) | Münster Zentrum Nord – Münster (Westf) Hbf – Coesfeld (Westf) | Baumberge-Bahn |

## Aansluitingen
In de volgende plaatsen is of was er een aansluiting op de volgende spoorlijnen:
Empel-Rees
DB 2270, spoorlijn tussen Oberhausen en Emmerich
Bocholt
DB 2263, spoorlijn tussen Wesel en Bocholt
DB 2264, spoorlijn tussen Winterswijk en Bocholt
Borken
DB 2236, spoorlijn tussen Zutphen en Gelsenkirchen-Bismarck
DB 9205, spoorlijn tussen Borken en Burgsteinfurt
Coesfeld
DB 2100, spoorlijn tussen Dortmund en Gronau
DB 2273, spoorlijn tussen Bottrop Nord en Quakenbrück
Mecklenbeck
DB 2010, spoorlijn tussen Mecklenbeck en Sudmühle
DB 2200, spoorlijn tussen Wanne-Eickel en Hamburg
Münster (Westf)
DB 2000, spoorlijn tussen Lünen en Münster
DB 2013, spoorlijn tussen Münster en Rheda-Wiedenbrück
DB 2200, spoorlijn tussen Wanne-Eickel en Hamburg
DB 2931, spoorlijn tussen Hamm en Emden
DB 9213, spoorlijn tussen Neubeckum en Münster